# Guanambi
Guanambi és un municipi de l'Estat de Bahia. Va ser fundat el 1919, amb una extensió de 1.301,799 km², on viuen 76.203 habitants, sent la densitat demogràfica de 58,5 hab / km². El seu clima és majorment semiàrid, i la temperatura mitjana anual de 22,6 °C. El municipi té una gran vida universitària.